# 1059
Évszázadok: 10. század – 11. század – 12. század
Évtizedek: 1000-es évek – 1010-es évek – 1020-as évek – 1030-as évek – 1040-es évek – 1050-es évek – 1060-as évek – 1070-es évek – 1080-as évek – 1090-es évek – 1100-as évek
Évek: 1054 – 1055 – 1056 – 1057 –  1058 – 1059 – 1060 – 1061 – 1062 – 1063 – 1064

## Események
- január 24. – X. Benedek ellenpápa lemondása.
- Alp Arszlán lesz a szeldzsuk törökök uralkodója.
- Canterburyi Anzelm megalapítja Bec apátságát.
- I. András összehívja a várkonyi királytalálkozót.
- december 6. – II. Miklós pápa megválasztása.
- december 25. – X. Kónsztantinosz bizánci császár trónra lépése, miután elődje I. Iszaakiosz lemondott.

## Születések
- Foucher de Chartres az első keresztes hadjárat krónikása.
- feltehetően az év folyamán – VII. Mikhaél bizánci császár († 1090 körül)

## Halálozások
- január 21. – Kerullariosz Mihály konstantinápolyi pátriárka.
- június 29. – II. Bernát szász herceg (* 990 körül)
- az év folyamán – VI. Mikhaél bizánci császár (* 995 körül)